# İbrahim Tatlıses
İbrahim Tatlıses, geboren als İbrahim Tatlı en ook bekend als İbo (Şanlıurfa, 1 januari 1952), is een Koerdisch-Turkse zanger, acteur, regisseur, componist, songwriter, scenarioschrijver en zakenman.

## Levensloop
Tatlıses werd geboren als zoon van een Arabische vader en een Koerdische moeder. Turks was zijn eerste en primaire taal. In een gezin van zeven kinderen was het vaak moeilijk om erboven uit te steken. Hij werkte al op jonge leeftijd om zo bij te dragen aan het levensonderhoud van het gezin. Dit ging zo door totdat een filmproducent het talent van de jonge Tatlıses zag. Hij hoorde hem zingen terwijl hij aan het werk was en zag in dat dit een succesvolle artiest kon worden. Zijn eerste professionele album, getiteld Sevdimde Sevilmedim, kwam uit in 1974 onder het label Palandöken Plak. In 1977 bracht het label Türküola zijn tweede album, Ayağında Kundura, uit, dat een megahit werd en aan de basis lag van Tatlıses' populariteit.
In de jaren die volgden, veroverde Tatlıses eerst Turkije, om vervolgens ook in diverse Arabische landen populair te worden. Hij heeft in de jaren meer dan 30 albums uitgebracht, in een aantal films geacteerd en is daarnaast actief (geweest) als regisseur van een aantal televisieseries in Turkije.

### Doorbraak
De doorbraak kwam in 1985 met Mavi Mavi. Hierna volgden albums als Gülüm Benim/Gülümse Biraz in 1986 en Allah Allah/Hülya in 1987. In 1994 kwam er het album getiteld Haydi Söyle uit. Hier werkten Turkse beroemdheden als Burhan Bayar, Arif Sağ, Özkan Turgay en Zafer Dalgıç aan mee. Op dit album waren hitsingles te vinden als Haydi Söyle, Nankör Kedi, Saza Niye Gelmedin en Tombul Tombul.
Op 19 november 1993 begon Tatlıses met zijn eigen praatprogramma getiteld İbo Show. Ondertussen ging het maken van albums ook door en begon Tatlıses zich langzaam verder te ontwikkelen.

### 2004-heden
Aramam kwam in 2004 uit en hier had Tatlıses als een van de eerste Turkse artiesten een Koerdisch nummer op gezet. Verder stonden er twee remixen op, wat nieuw was voor Tatlıses' doen. De remixen waren er vooral op gericht de dansbaarheid van zijn muziek te verhogen, zodat deze in de clubs gedraaid zouden worden. De meest recente cd, getiteld Bulamadım, kwam uit in februari 2007 en werd bijna geheel door Tatlıses zelf gemaakt. De cd is tevens uitgebracht onder zijn eigen label, genaamd İdobay. Op deze cd staan Turkse klassieke nummers als Türlü Türlü en Etek Sarı. Tatlıses heeft inmiddels weer een nieuw album uitgebracht, getiteld Neden. Dit album verscheen begin maart 2008. in 2009 kwam hij optreden in sportarena tolhuis.

### Aanval
Na twee eerdere aanslagen in 1990 en 1998 zonder ernstige verwondingen te hebben overleefd, werd Tatlıses op 14 maart 2011 zwaargewond bij een nieuwe beschieting. Omstreeks kwart over 12 's nachts, na afloop van zijn televisieprogramma İbo Show bij de televisiezender SHOW TV werd hij in de rechterkant van zijn hoofd geraakt door een kogel afgeschoten met een AK-47 vanuit een zwarte auto. De kogel werd tijdens een vier uur durende operatie verwijderd, waarna zijn situatie stabiliseerde. De kans was aanwezig dat hij verlamd zou blijven. Op 24 juli 2011 bleek dat Tatlıses zich weer aan het voorbereiden was voor een nieuw concert.
Eind 2020 hervatte hij zijn praatprogramma, 9 jaar na de laatste aflevering.

### Kinderen
Tatlıses heeft 7 kinderen, waarvan zijn zoon İdo Tatlıses eveneens een bekende zanger is in Turkije. In tegenstelling tot de traditionele muziek van zijn vader, is Ido een popzanger en DJ. 

## Discografie
1. Sevdimde Sevilmedim (1974) (Ik beminde haar, maar werd niet bemind)
2. Ayağında Kundura (1977) (De schoen aan jouw voet)
3. Hatice (1977) (Khadija)
4. Doldur Kardaş İçelim (1978) (Schenk in broeder, ik wil drinken)
5. Toprağın Oğlu Sabuha (1979) (Sabuha, kind van deze grond)
6. Gelme İstemem (1980) (Kom niet, ik wil het niet)
7. Yaşamak Bu Değil (1982) (Dit is geen leven)
8. Yalan (1983) (Leugen)
9. Benim Hayatım (1984) (Mijn leven)
10. Mavi Mavi (1985) (Blauw blauw)
11. Gülüm Benim/Gülümse Biraz (1986) (Mijn roos/Glimlach een beetje)
12. Allah Allah/Hülya (1987) (Allah Allah/Hülya)
13. Kara Zindan (1988) (Donkere kerker)
14. Fosforlu Cevriyem (1988) (Fosforlu Cevriyem)
15. İnsanlar (1989) (Mensen)
16. Söylim Mi? (1990) (Zal ik het zeggen?)
17. Vur Gitsin Beni/Yemin Ettim (1991) (Schiet me neer en ga/Ik zwoer)
18. Ah Keşkem (1992) (Ik wens)
19. Mega Aşk (1993) (Megaliefde)
20. Haydi Söyle (1994) (Zeg het dan)
21. Klasikleri (1995) (Klassiekers)
22. Ben De İsterem (1996) (Ik wil het ook)
23. At Gitsin (1998) (Laat haar gaan)
24. Selam Olsun (1999) (Vrede zij met hen)
25. Yetmez Mi? (2001) (Is het niet genoeg?)
26. Tek Tek (2003) (Eén voor één)
27. Aramam (2004) (Ik zal je niet meer zoeken)
28. Sizler İçin (2005) (Voor jullie)
29. Bulamadım (2007) (Ik vond haar niet)
30. Neden? (2008) (Waarom?)
31. Yağmurla Gelen Kadın (2009) (Met de regen komende vrouw)
32. Hani Gelecektin (2010) (Je zou toch komen?)
33. Yaylalar (2018) (Hooglanden)

## Filmografie
- Hicran Yarası (2009) Necdet serie (seizoen 1/aflevering 5 en 6)
- Hayat Bilgisi (2003) Schaapsherder serie (seizoen 1/aflevering 20)
- Cabbar (2002) Cabbar serie
- İmparator (2000) İbrahim serie
- Fırat (1997-2000) Yusuf serie
- Aynalar (1996) zichzelf serie (1 aflevering)
- Bir Demet Tiyatro (1995) zichzelf serie (1 aflevering)
- Tetikçi Kemal (1993) Kemal/Yılmaz serie
- Aşık Oldum (1992) Yılmaz serie
- Fosforlu (1989) Şahin
- Kara Zindan (1988) Cemal
- Hülya (1988) İbrahim
- Bir Kulum İşte (1988) Ferhat
- Ben İnsan Değilmiyim (1988) İbrahim
- Aşıksın (1988) İbrahim
- Gülüm Benim (1987) Hıdır
- Dertli Dertli (1987) Haydar
- Allah Allah (1987) İbrahim
- Yıkılmışım Ben (1986) Yusuf
- Sarhoş (1986) İbrahim
- Gülümse Biraz (1986) İskender
- Yalnızım (1985) Ferhat
- Sevmek (1985) Hasan
- Mavi Mavi (1985) Kerim
- Sevdalandım (1984) Kemal
- Ayşem (1984) İbrahim
- Yorgun (1983) İbrahim
- Günah (1983) Yaşar
- Futboliye (1983) zichzelf
- Yalan (1982) Yusuf
- Nasıl İsyan Etmem (1982)
- Alişan (1982) Alişan
- Yaşamak Bu Değil (1981) İbrahim
- Tövbe(1981) Mehmet
- Seni Yakacaklar (1981) İbrahim
- Çile (1980) İbo
- Ayrılık Kolay Değil (1980) İbrahim
- Kara Çadırın Kızı Zeynep (1979) İbrahim
- Kara Yazma (1979) İbo
- Fadile (1979) İbrahim
- Toprağın Oğlu Sabuha (1978) Faruk
- Ayağında Kundura/Ceylan (1978) İbrahim